# Suicida por amor
Suicida por amor es una pintura sobre tela hecha por José Garnelo i Alda en 1892, y que actualmente se conserva en la Biblioteca Museo Víctor Balaguer con el número de registro 253. La obra ingresó en el museo el año 1900 de la mano del propio artista. 

## Descripción
Escena en la que hay un grupo de persona en un espacio interior. En primer término hay una mujer muerta en el suelo con un vestido blanco, al lado de una mesita. Al fondo hay cuatro hombres, uno de ellos con un papel en las manos. Según el título, esta obra muestra una mujer que se ha suicidado por amor. 

## Inscripción
En el cuadro se puede leer la inscripción "J. Garnelo". 